# Давентри (район)
Давентри (англ. Daventry) — неметрополитенский район (англ. Non-metropolitan district) в графстве Нортгемптоншир (Англия). Административный центр — город Давентри.
Расположен в западной части графства Нортгемптоншир, граничит с графствами Уорикшир на западе и Лестершир — на севере. В состав района входит 1 город (Давентри) и 71 община (англ. Civil parish).